# Струков, Павел Сергеевич
Павел Сергеевич Струков (1929 — 1992) — советский передовик сельскохозяйственного производства. Герой Социалистического Труда (1966).

## Биография
Родился 12 ноября 1929 года в селе Сырцево, Ивнянского района Курской области.
С 1943 года в период Великой Отечественной войны П. С. Струков начал свой трудовой путь — рядовым колхозником в совхозе имени Ленина Ивнянского района Курской (с 1954 года — Белгородской) области.
В 1953 по 1989 годы П. С. Струков работал — бригадиром тракторной бригады Студенского отделения и длительное время работал на этой должности. П. С. Струков неоднократно был участником Выставки достижений народного хозяйства СССР.
23 июня 1966 года Указом Президиума Верховного Совета СССР «за выдающиеся успехи, достигнутые в увеличении производства и заготовок пшеницы, ржи, гречихи, других зерновых и кормовых культур и высокопроизводительном использовании техники»  Павел Сергеевич Струков был удостоен звания Героя Социалистического Труда с вручением Ордена Ленина и золотой медали «Серп и Молот».
Помимо основной деятельности П. С. Струков избирался депутатом Ивнянского районного и Белгородского областного Советов депутатов трудящихся.
С 1989 года вышел на заслуженный отдых.
Умер 6 марта 1992 года в селе Сырцево, Сырцевского сельского поселения, Ивнянского района Белгородской области.

## Награды
- Медаль «Серп и Молот» (23.06.1966)
- Орден Ленина (23.06.1966)